# Abdul Salam Hanafi
Abdul Salam Hanafi (en pastún: عبدالسلام حنفي‎; en darí: عبدالسلام حنفی‎) es un líder religioso y político, alto dirigente talibán. 
Desde septiembre de 2021 se desempeña como Tercer Viceprimer Ministro del Emirato Islámico de Afganistán, junto a Abdul Ghani Baradar y Abdul Kabir. También fue miembro del equipo central de negociación de la Oficina de Catar.
Salma Hanafi es de la Provincia de Yauzyán, en el Norte de Afganistán. Estudió en varios seminarios religiosos en Karachi, Pakistán. Durante el régimen talibán, y antes de él enseñó en la Universidad de Kabul. Ha sido miembro de los Talibanes desde su fundación y entre estos es conocido generalmente como "Aalim e Deen" (erudito de fe). También se desempeñó como Viceministro de Educación en el primer régimen talibán.